# Panorpa umbricola
Panorpa umbricola är en näbbsländeart som beskrevs av Bicha 2006. Panorpa umbricola ingår i släktet Panorpa och familjen skorpionsländor. Inga underarter finns listade i Catalogue of Life.